# Kairosoft
Kairosoft (カイロソフト) är en japansk spelutvecklare grundat 1996 med säte i Tokyo. De är onekligen mest kända för sin datorspelssimulator Game Dev Story som släpptes till android och IOS 2010.